# Пелси
Пе́лси (эст. Pelsi) — деревня в волости Сетомаа уезда Вырумаа, Эстония. Исторически относится к нулку Вааксаары.
До административной реформы местных самоуправлений Эстонии 2017 года входила в состав волости Меремяэ (упразднена).

## География и описание
Расположена в 25 километрах к юго-востоку от уездного центра — города Выру — и в 29 километрах к юго-западу от волостного центра — посёлка Вярска. Высота над уровнем моря — 202 метра.
Климат переходный от морского к континентальному. Официальный язык — эстонский. Почтовый индекс — 65327.

## Население
По данным переписи населения 2021 года, в Пелси насчитывалось 10 жителей, из них 9 (90,0 %) — эстонцы.
По данным переписи населения 2011 года, в деревне проживали 7 человек, все — эстонцы (сету в перечне национальностей выделены не были).
Численность населения деревни Пелси по данным переписей населения СССР и Департамента статистики Эстонии:
| Год  | 1959 | 1970 | 2000 | 2011 | 2018 | 2021 |
| ---- | ---- | ---- | ---- | ---- | ---- | ---- |
| Чел. | 25   | ↘ 18 | ↘ 10 | ↘ 7  | ↗ 8  | ↗ 10 |

## История
В письменных источниках 1652 года деревня упоминается как Вакосары, 1866 года — Вакасаръ, 1882 года — Ваксары, Пельзики, 1884 года — Pel´zi, 1885 года — Pelsik, Ваксарово, 1897 года — Пельзики, Сульпики (= Sulbi), 1900 года — Кульницова, 1904 года — Pelsi, Ва́ксары, 1923 года — Kurpitshevo.
Так как деревни Пелси, Сулби и Вааксаары расположены очень близко друг от друга, при сопоставлении их названий, приведённых в исторических письменных источниках, могут быть неточности; по русскому обычаю название Ваксары больше указывает на деревню Пелси.
В XIX веке деревня входила в общину Воронкино и относилась к приходу Панкьявица.
В 1977—1997 годах Пелси была частью деревни Куксина (эст. Kuksina).

## Достопримечательности
В деревне находится часовня (на языке сету цяссон) Пелси и жертвенный камень Пелси.

### Часовня Пелси

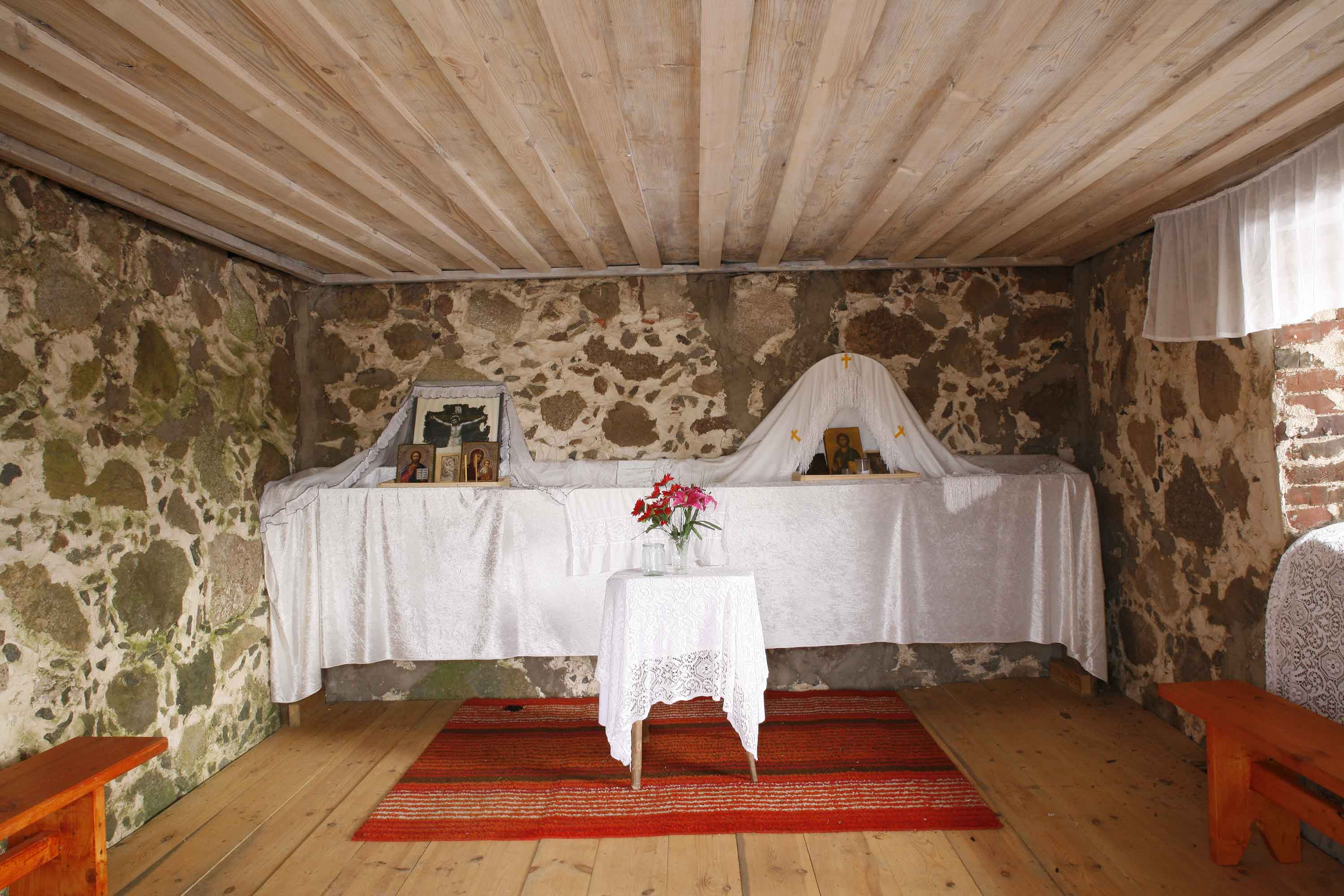
Убранство часовни Пелси, 2008 год

Часовня (на сетуском диалекте «цяссон») Пелси посвящена Святой Анне. Часовня в хорошем состоянии и используется для церковных обрядов. Под охраной государства не находится.
Часовня Пелси — это маленькое, одноэтажное, четырёхугольное в основном плане каменное здание с двускатной крышей. Её размеры — 676×511 см. В часовне одна комната (14,5 м²) и открытый притвор (5,9 м²). Стены часовни сделаны из бутового камня и кирпича, которые связаны между собой с помощью известкового раствора и уложены декоративно. Толщина стен — 70–80 см. С внешней стороны стены в раствор уложены различные орнаменты и инициалы из маленьких камней (могут принадлежать строителю). Первоначальный вид часовни был несколько изменён в ходе ремонта, проведённого в последние годы.
Высота здания от фундамента до места соединения стропил и стены — 240 см и до конька крыши — 465 см. Сейчас у здания крыша из кровельной жести. На фотографиях 1970-х годов видно, что в то время у часовни была крыша из дранки.
Размер проёма для двери в кладке составляет 116×180 см. Размер двери — 96×170 см; она сделана из четырёх широких досок. Размер оконного проёма —  66×80 см. Оконная коробка из дерева — старинная, в ней установлено новое четырёхстворчатое деревянное окно.
У задней стены стоит аналой, рядом — более толстый столик для свеч. На аналое — несколько маленьких, недавно отпечатанных икон; их покрывает церковный рушник из тюли советского времени и современный рушник из белой ткани с бахромой. В комнате есть две скамьи, одна из которых — старинная.

## Комментарии
1. ↑  Эстонские топонимы, оканчивающиеся на -а, не склоняются и не имеют женского рода (исключение — Нарва)[7].